# Onthophagus demarzi
Onthophagus demarzi är en skalbaggsart som beskrevs av Frey 1959. Onthophagus demarzi ingår i släktet Onthophagus och familjen bladhorningar. Inga underarter finns listade i Catalogue of Life.